# Осота
Осота́ — річка в Україні, в межах Шосткинського району Сумської області. Ліва притока Десни (басейн Дніпра). 

## Опис
Довжина річки 31 км, площа басейну 290 км². Долина коритоподібна, завширшки до 2,2 км, завглибшки до 15 м. Заплава завширшки до 500 м; меліорована і частково осушена. Річище слабозвивисте, неглибоке, завширшки до 4 м. Похил річки 1,1 м/км. Споруджено декілька ставків. Долина в нижній течії місцями заболочена.

## Розташування
Осота бере початок біля Гукового хутора на північний схід від селища міського типу Воронежа. Тече переважно на південний захід. Впадає до Десни на північ від села Погорілівки. Гирло Осоти розташоване поруч (північніше) з гирлом Есмані. 
Осота протікає через Вороніж, а також села: Масиків, Клишки, Чапліївка і Лушники.

## Назва
- Старий «Енциклопедичний словник» цю річку називає не Осота, а Осоть.

## Цікавий факт
- У Каталозі річок України річка Осота[1] є лівою притокою Єсмані. Крім того, цей факт зафіксовано і на мапі Шуберта Ф.Ф. (аркуш 20-11-1)